# Ammalo trujillaria
Ammalo trujillaria är en fjärilsart som beskrevs av Paul Dognin 1905. Ammalo trujillaria ingår i släktet Ammalo och familjen björnspinnare. Inga underarter finns listade i Catalogue of Life.